# Carter Lake
Carter Lake és una població dels Estats Units a l'estat d'Iowa. Segons el cens del 2000 tenia 3.248 habitants.

## Demografia
Segons el cens del 2000, Carter Lake tenia 3.248 habitants, 1.221 habitatges, i 914 famílies. La densitat de població era de 696,7 habitants per km².
Dels 1.221 habitatges en un 32,3% hi vivien nens de menys de 18 anys, en un 55,4% hi vivien parelles casades, en un 13,3% dones solteres, i en un 25,1% no eren unitats familiars. En el 20,1% dels habitatges hi vivien persones soles el 7,5% de les quals corresponia a persones de 65 anys o més que vivien soles. El nombre mitjà de persones vivint en cada habitatge era de 2,66 i el nombre mitjà de persones que vivien en cada família era de 3,04.
Per edats la població es repartia de la següent manera: un 25,9% tenia menys de 18 anys, un 8% entre 18 i 24, un 29,8% entre 25 i 44, un 24,3% de 45 a 60 i un 12% 65 anys o més.
L'edat mediana era de 37 anys. Per cada 100 dones de 18 o més anys hi havia 94,4 homes.
La renda mediana per habitatge era de 37.851 $ i la renda mediana per família de 42.794 $. Els homes tenien una renda mediana de 30.946 $ mentre que les dones 23.309 $. La renda per capita de la població era de 18.758 $. Entorn del 4,9% de les famílies i el 7,1% de la població estaven per davall del llindar de pobresa.

## Poblacions més properes
El següent diagrama mostra les poblacions més properes.